# یوشزن
یوشزن (به آلمانی: Jüchsen) یک منطقهٔ مسکونی در آلمان است که در گرابفلد واقع شده‌است.
 یوشزن  ۱٬۵۷۵ نفر جمعیت دارد.